# Zum Guten Hirten (Augsburg)

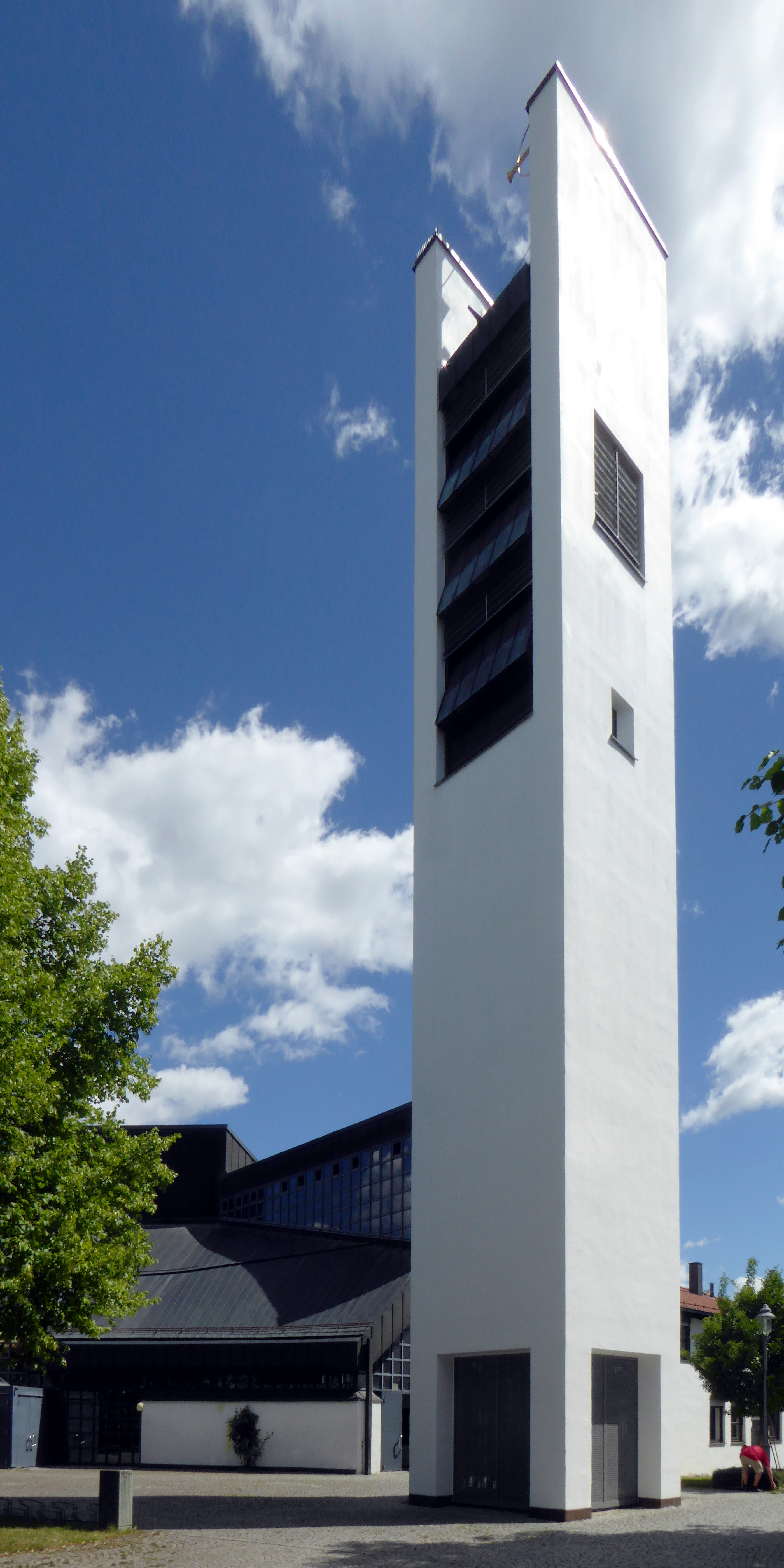
Kirche Zum Guten Hirten

Die Kirche Zum Guten Hirten ist eine römisch-katholische Pfarrkirche im Augsburger Universitätsviertel. Die Kirche befindet sich am Europaplatz. Sie entstand zwischen 1985 und 1987 nach Plänen der Architekten Franz-Xaver Gärtner und Peter Jenkel. Mit ihrem 32 Meter hohen, freistehenden Glockenturm (Campanile) ist die Pfarrkirche das dominierende Gebäude im Viertel.

## Geschichte
Das heutige Universitätsviertel war während des Ersten Weltkriegs der Werksflugplatz und Testgelände der Rumpler-Werke. Nach dem Krieg übernahm in den 1920er Jahren die Messerschmitt AG das Gelände. Nach dem Zweiten Weltkrieg übernahm zunächst die US-Luftwaffe den Flugplatz. Nach dem Abzug der Amerikaner diente der Flugplatz bis 1968 als Regionalflughafen. Anschließend beschloss die Stadt die Aufsiedlung des Alten Flugplatzes. 1975 wurde die katholische Kuratie Am alten Flugplatz eingerichtet. Ab 1976 gab es regelmäßige Sonntagsgottesdienste im Canisius-Haus, einem Heim für hörgeschädigte Kinder. 1977 konnte an der Hermann-Köhl-Straße eine Behelfskirche erbaut und von Bischof Josef Stimpfle eingeweiht werden.
1978 wurde der erste Kirchengemeinderat gewählt. 1979 stimmte der Gemeinderat für die Umbenennung in Guter Hirte. In der Diskussion standen auch die Namen St. Hedwig, St. Bonifatius und St. Christophorus, die sich jedoch nicht durchsetzen konnten. 1980 wurde die Kuratie Am alten Flugplatz rückwirkend zum Dezember 1979 zur Stadtpfarrei Zum guten Hirten erhoben und ein Kirchenbauverein gegründet. Im Mai 1981 genehmigte die Diözese den Bau einer neuen Kirche auf einem Grundstück an der Salomon-Idler-Straße. Der erste Spatenstich erfolgte im April 1985. Am 23. November 1986 wurde die Kirche durch Bischof Stimpfle geweiht. 1987 wurden nach der Vollendung des Turms die Glocken geweiht. 1990 erhielt die Kirche ein großes Kruzifix aus Holz, und 1991 wurde die Innenausstattung mit den 14 Kreuzwegstationen vollendet.
2007 wurde das Dach wegen kleiner Risse saniert, die Kirche war deshalb für ein halbes Jahr nicht zugänglich.

### Gemeinde
Die Gemeinde ist so vielfältig wie das Univiertel: Neben alteingesessenen Augsburgern finden sich Heimatvertriebene aus Schlesien und den Ländern des ehemaligen Österreich-Ungarn. Später kamen Kriegsflüchtlinge aus Vietnam, Russlanddeutsche und Spätaussiedler aus anderen Ländern. Hinzu kommen noch junge Menschen, die als Studierende nach Augsburg gekommen sind. Enge Beziehungen bestehen zu den katholischen Hochschulgemeinde (KHG) und der evangelischen Studentengemeinde (ESG).

### Pfarrer der Gemeinde
- 1975 bis 1993: Werner Appelt (von 1975 bis 1980 als Kurat)
- 1993 bis 2000: Siegfried Fleiner
- 2000 bis 2008: Martin Klein
- seit 2008: Jaroslaw Gutowski

## Architektur
Der Zentralbau aus Beton hat einen offenen, hölzernen Dachstuhl, der auf Stützen aus Fichtenholz mit Stahlverbindungen ruht. Das Dach ist außen mit Kupferblech verkleidet. Beleuchtet wir der Raum durch ein zentrales Oberlicht sowie ein bis an den Dachstuhl reichendes Fenster über dem Portal der Kirche. In einem Abstand befindet sich ein 32 Meter hoher Campanile, der von einem goldfarbenen Kreuz bekrönt ist.
Der ursprüngliche Entwurf von Gärtner und Jenkel sah einen höheren Glockenturm vor, damit das Geläut auch noch in den umliegenden Wohnblöcke hörbar ist. Auf Betreiben des Pfarrers Werner Appelt wurde der Turm jedoch um einige Meter gekürzt.
Im Norden und Osten befinden sich direkt an der Kirche weitere kirchliche Einrichtungen wie das Büro und die Wohnung des Pfarrers, Räumlichkeiten für Kinder- und Jugendarbeit sowie ein Studentenwohnheim. Im Hof hinter der Kirche steht ein Denkmal für die Vertriebenen Banater Schwaben. Südlich der Kirche, auf der anderen Seite der Straße, befindet sich die evangelische Stephanuskirche.

## Innenausstattung
Der Innenraum wird von Holz und Naturstein bestimmt. Der Altartisch besteht aus rötlichem Porphyr, den Sockel bildet ein Quader aus Jurakalkstein. An der Altarseite befindet sich ein Kruzifix, das mit seinen Maßen von 3 Meter Breite und 6 Meter Höhe den Innenraum dominiert. Es wurde von dem Bildhauer Reinhold Grübl (1928–1994) aus rauhem, unbehandelten Pappelholz geschnitzt und hat die Form eines griechischen Tau. Das Holz ist verwittert, da es der Künstler mehrere Jahre unter freiem Himmel aufbewahrt hatte. Reinhold Grübls Christus stellt einen radikalen Bruch mit der traditionellen Ikonographie dar: Dargestellt ist der Gekreuzigte ohne Haupthaar und ohne Bart. Dornenkrone, Nägel und Wundmale fehlen. Das Haupt ist nicht geneigt, sondern erhoben. Die überaus großen Hände sind nicht verkrampft, sondern wie zum Segen ausgestreckt. Grübels Christus ist kein leidender Messias, sondern ein siegreicher König und guter Hirte, der sein Leben für die Schafe gibt. Dazu passt der rote Porphyr, der traditionell als Stein der Könige gilt.
Der Ambo ist wie der Altar aus Porphyr und Kalkstein gefertigt. Der Osterleuchter ist aus Bronze gegossen, ebenso wie der freistehende Tabernakel, der die Form eines Diamanten aufweist und auf einem Sockel aus Porphyr ruht. Der Taufstein hat ein Becken aus Porphyr, der Sockel besteht ebenfalls aus Kalkstein.
Die farbig gefassten Kreuzwegstationen schuf der Bildhauer Roman Harasymiw (* 1957). Die Orgel ist eine elektronische Orgel der Firma R. Kubak Orgelbau und wurde 1996 eingebaut.

## Glocken
Die fünf Glocken sind unterschiedlich groß und werden zu unterschiedlichen Anlässen geläutet. Die größte Glocke trägt den Namen Christus, während die kleinste den Namen Abraham trägt. Die anderen Glocken tragen die Namen Maria, St. Peter und Paul und St. Hedwig. Hedwig von Andechs gilt als Schutzpatronin Schlesiens und in jüngerer Zeit auch als Schutzherrin der Versöhnung zwischen Deutschen und Polen. Die Hedwigs-Glocke soll an die Menschen aus Nieder- und Oberschlesien erinnern, die nach dem Krieg in Augsburg eine neue Heimat gefunden haben.

## Bilder

Pfarramt
Blick in den Innenraum
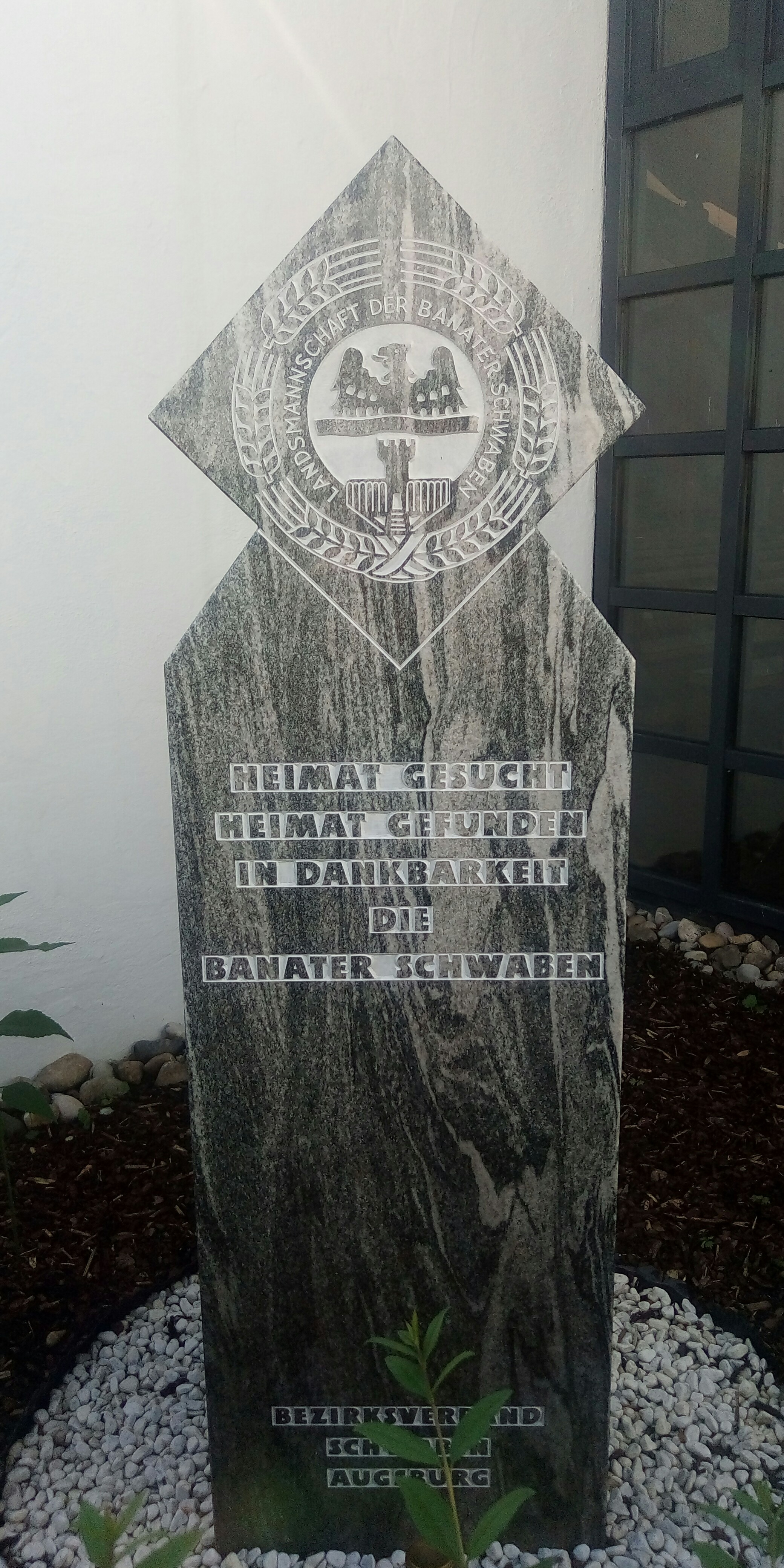
Gedenkstein für die vertriebenen Banater Schwaben an der Nordseite